# Perseguint un somni
Perseguint un somni (títol original: Buying the Cow) és una pel·lícula estatunidenca dirigida per Walt Becker, estrenada l'any 2002. Ha estat doblada al català.

## Argument
Tot anava bé a la vida de David, fins al dia que Sarah, la seva magnífica companya des de fa cinc anys, desitja casar-se. Es demana llavors per què comprometre's més, ja que són molt feliços així. David va a demanar consell als seus amics: Tyler el « pro » anti-matrimoni i Mike el seductor frenètic.

## Repartiment
- Jerry O'Connell: David Collins
- Bridgette Wilson: Sarah
- Ryan Reynolds: Mike Hanson
- Bill Bellamy: Jonesy
- Alyssa Milano: Amy
- Jon Tenney: Andrew Hahn
- Annabeth Gish: Nicole
- Ron Livingston: Tyler Carter Bellows
- Erinn Bartlett: Julie Madison
- Scarlett Chorvat: Katie Madison